# Copa Libertadores 1969
La Copa Libertadores 1969 fue la décima edición del torneo de clubes más importante de América del Sur, organizado por la Confederación Sudamericana de Fútbol, en la que participaron equipos de nueve países sudamericanos: Argentina, Bolivia, Chile, Colombia, Ecuador, Paraguay, Perú, Uruguay y Venezuela. Esta edición tuvo la particularidad de ser la única en la historia en la que las asociaciones de Argentina y Brasil no enviaron representantes de sus respectivas ligas, aunque Estudiantes sí participó del certamen en su derecho de campeón defensor.
El campeón fue nuevamente Estudiantes, que cosechó de esta manera su segundo título en la competición, siendo este el primero que logró de manera invicta. Por ello, disputó la Copa Intercontinental 1969 ante Milan de Italia y se clasificó directamente a las semifinales de la Copa Libertadores 1970.

## Puntaje perfecto
A través de un ranking, en el año 2023, la Conmebol dio a conocer la tasa de efectividad que logró cada campeón de la Copa Libertadores desde la primera edición hasta la última. En este contexto, Estudiantes de La Plata se posicionó como el único club que logró hacerlo con puntaje perfecto.

## Formato
El campeón vigente accedió de manera directa a las semifinales, mientras que los 16 equipos restantes iniciaron la competición desde la primera fase. En ella, los clubes fueron divididos en cuatro grupos de 4 equipos cada uno de acuerdo a sus países de origen, de manera que los dos representantes de una misma asociación nacional debían caer en la misma zona. Los dos primeros de cada grupo clasificaron a la segunda fase, en donde se establecieron tres nuevas zonas, dos de 3 equipos y una conformada por 2 equipos, y desde donde se determinaron los 3 clasificados a las semifinales, que se unieron al campeón vigente.
|                           |                           | Equipos que entran en esta fase                                                       | Equipos que provienen de la fase anterior   |
| ------------------------- | ------------------------- | ------------------------------------------------------------------------------------- | ------------------------------------------- |
| Primera fase (16 equipos) | Primera fase (16 equipos) | - 2 equipos de Bolivia, Chile, Colombia, Ecuador, Paraguay, Perú, Uruguay y Venezuela |                                             |
| Segunda fase (8 equipos)  | Segunda fase (8 equipos)  |                                                                                       | - 8 equipos clasificados de la Primera fase |
| Fases finales (4 equipos) | Fases finales (4 equipos) | - 1 equipo, campeón de la Copa Libertadores 1968                                      | - 3 equipos primeros de la Segunda fase     |

## Equipos participantes
En cursiva los equipos debutantes en el torneo.
| País                      | Equipo                                  | Vía de clasificación                                                                               |
| ------------------------- | --------------------------------------- | -------------------------------------------------------------------------------------------------- |
| Argentina Campeón vigente | Estudiantes (LP)                        | Campeón de la Copa Libertadores 1968                                                               |
| Bolivia 2 cupos           | Bolívar Litoral                         | Campeón del Campeonato de Primera División 1968 Subcampeón del Campeonato de Primera División 1968 |
| Chile 2 cupos             | Santiago Wanderers Universidad Católica | Campeón del Campeonato de Primera División 1968 Ganador de la Definición Pre-Libertadores 1968     |
| Colombia 2 cupos          | Unión Magdalena Deportivo Cali          | Campeón del Campeonato Colombiano 1968 Subcampeón del Campeonato Colombiano 1968                   |
| Ecuador 2 cupos           | Deportivo Quito Barcelona               | Campeón del Campeonato Ecuatoriano de 1968 Subcampeón del Campeonato Ecuatoriano de 1968           |
| Paraguay 2 cupos          | Olimpia Cerro Porteño                   | Campeón del Campeonato Paraguayo de 1968 Subcampeón del Campeonato Paraguayo de 1968               |
| Perú 2 cupos              | Sporting Cristal Juan Aurich            | Campeón del Campeonato Descentralizado 1968 Subcampeón del Campeonato Descentralizado 1968         |
| Uruguay 2 cupos           | Peñarol Nacional                        | Campeón del Campeonato Uruguayo de 1968 Subcampeón del Campeonato Uruguayo de 1968                 |
| Venezuela 2 cupos         | Deportivo Canarias Deportivo Italia     | Campeón de la Primera División Venezolana 1968 Subcampeón de la Primera División Venezolana 1968   |

### Distribución geográfica de los equipos
Distribución geográfica de las sedes de los equipos participantes:

## Primera fase
Estudiantes de La Plata, como campeón de la Copa Libertadores 1968, inició su participación desde las fases finales. Los otros 16 equipos participantes disputaron la primera fase, distribuyéndose en 4 grupos, separados de acuerdo a sus países de origen, donde se enfrentaron todos contra todos. Los dos primeros de cada grupo pasaron a la segunda fase.

### Grupo 1
| Equipo             | Pts. | PJ | PG | PE | PP | GF | GC | DG |
| ------------------ | ---- | -- | -- | -- | -- | -- | -- | -- |
| Deportivo Cali     | 8    | 6  | 3  | 2  | 1  | 12 | 6  | 6  |
| Deportivo Italia   | 7    | 6  | 3  | 1  | 2  | 7  | 8  | –1 |
| Unión Magdalena    | 5    | 6  | 2  | 1  | 3  | 7  | 8  | –1 |
| Deportivo Canarias | 4    | 6  | 1  | 2  | 3  | 3  | 7  | –4 |

| \| Fecha \| Lugar \| Local \| Resultado \| Visitante \| \| ------------- \| ----------- \| ------------------ \| --------- \| ------------------ \| \| 23 de febrero \| Santa Marta \| Unión Magdalena \| 2:2 \| Deportivo Cali \| \| 23 de febrero \| Caracas \| Deportivo Italia \| 2:0 \| Deportivo Canarias \| \| 26 de febrero \| Caracas \| Deportivo Canarias \| 1:1 \| Deportivo Cali \| \| 1 de marzo \| Caracas \| Deportivo Italia \| 2:1 \| Deportivo Cali \| \| 2 de marzo \| Caracas \| Deportivo Canarias \| 1:0 \| Unión Magdalena \| \| 5 de marzo \| Caracas \| Deportivo Italia \| 2:0 \| Unión Magdalena \| \| 9 de marzo \| Caracas \| Deportivo Canarias \| 1:1 \| Deportivo Italia \| \| 9 de marzo \| Cali \| Deportivo Cali \| 3:1 \| Unión Magdalena \| \| 13 de marzo \| Cali \| Deportivo Cali \| 3:0 \| Deportivo Italia \| \| 13 de marzo \| Santa Marta \| Unión Magdalena \| 1:0 \| Deportivo Canarias \| \| 16 de marzo \| Santa Marta \| Unión Magdalena \| 3:0 \| Deportivo Italia \| \| 16 de marzo \| Cali \| Deportivo Cali \| 2:0 \| Deportivo Canarias \| |             |                    |           |                    |
| Fecha | Lugar       | Local              | Resultado | Visitante          |
| 23 de febrero | Santa Marta | Unión Magdalena    | 2:2       | Deportivo Cali     |
| 23 de febrero | Caracas     | Deportivo Italia   | 2:0       | Deportivo Canarias |
| 26 de febrero | Caracas     | Deportivo Canarias | 1:1       | Deportivo Cali     |
| 1 de marzo | Caracas     | Deportivo Italia   | 2:1       | Deportivo Cali     |
| 2 de marzo | Caracas     | Deportivo Canarias | 1:0       | Unión Magdalena    |
| 5 de marzo | Caracas     | Deportivo Italia   | 2:0       | Unión Magdalena    |
| 9 de marzo | Caracas     | Deportivo Canarias | 1:1       | Deportivo Italia   |
| 9 de marzo | Cali        | Deportivo Cali     | 3:1       | Unión Magdalena    |
| 13 de marzo | Cali        | Deportivo Cali     | 3:0       | Deportivo Italia   |
| 13 de marzo | Santa Marta | Unión Magdalena    | 1:0       | Deportivo Canarias |
| 16 de marzo | Santa Marta | Unión Magdalena    | 3:0       | Deportivo Italia   |
| 16 de marzo | Cali        | Deportivo Cali     | 2:0       | Deportivo Canarias |

### Grupo 2
| Equipo               | Pts. | PJ | PG | PE | PP | GF | GC | DG |
| -------------------- | ---- | -- | -- | -- | -- | -- | -- | -- |
| Santiago Wanderers   | 6    | 6  | 3  | 0  | 3  | 13 | 10 | 3  |
| Sporting Cristal     | 6    | 6  | 2  | 2  | 2  | 11 | 11 | 0  |
| Universidad Católica | 6    | 6  | 3  | 0  | 3  | 12 | 13 | –1 |
| Juan Aurich          | 6    | 6  | 2  | 2  | 2  | 13 | 15 | –2 |

| \| Fecha \| Lugar \| Local \| Resultado \| Visitante \| \| ------------- \| ------------ \| -------------------- \| --------- \| -------------------- \| \| 26 de febrero \| Lima \| Sporting Cristal \| 3:3 \| Juan Aurich \| \| 26 de febrero \| Santiago \| Universidad Católica \| 1:3 \| Santiago Wanderers \| \| 1 de marzo \| Lima \| Juan Aurich \| 2:4 \| Universidad Católica \| \| 1 de marzo \| Lima \| Sporting Cristal \| 2:1 \| Santiago Wanderers \| \| 3 de marzo \| Lima \| Sporting Cristal \| 2:0 \| Universidad Católica \| \| 3 de marzo \| Lima \| Juan Aurich \| 3:1 \| Santiago Wanderers \| \| 6 de marzo \| Lima \| Juan Aurich \| 2:2 \| Sporting Cristal \| \| 6 de marzo \| Viña del Mar \| Santiago Wanderers \| 2:3 \| Universidad Católica \| \| 11 de marzo \| Santiago \| Universidad Católica \| 1:2 \| Juan Aurich \| \| 11 de marzo \| Valparaíso \| Santiago Wanderers \| 2:0 \| Sporting Cristal \| \| 13 de marzo \| Santiago \| Universidad Católica \| 3:2 \| Sporting Cristal \| \| 13 de marzo \| Valparaíso \| Santiago Wanderers \| 4:1 \| Juan Aurich \| |              |                      |           |                      |
| Fecha | Lugar        | Local                | Resultado | Visitante            |
| 26 de febrero | Lima         | Sporting Cristal     | 3:3       | Juan Aurich          |
| 26 de febrero | Santiago     | Universidad Católica | 1:3       | Santiago Wanderers   |
| 1 de marzo | Lima         | Juan Aurich          | 2:4       | Universidad Católica |
| 1 de marzo | Lima         | Sporting Cristal     | 2:1       | Santiago Wanderers   |
| 3 de marzo | Lima         | Sporting Cristal     | 2:0       | Universidad Católica |
| 3 de marzo | Lima         | Juan Aurich          | 3:1       | Santiago Wanderers   |
| 6 de marzo | Lima         | Juan Aurich          | 2:2       | Sporting Cristal     |
| 6 de marzo | Viña del Mar | Santiago Wanderers   | 2:3       | Universidad Católica |
| 11 de marzo | Santiago     | Universidad Católica | 1:2       | Juan Aurich          |
| 11 de marzo | Valparaíso   | Santiago Wanderers   | 2:0       | Sporting Cristal     |
| 13 de marzo | Santiago     | Universidad Católica | 3:2       | Sporting Cristal     |
| 13 de marzo | Valparaíso   | Santiago Wanderers   | 4:1       | Juan Aurich          |

Serie de desempate
Al quedar los cuatro equipos empatados en puntaje, debieron disputar una serie de desempate en donde cada uno jugó un partido como local y otro como visitante.
| Equipo               | Pts. | PJ | PG | PE | PP | GF | GC | DG |
| -------------------- | ---- | -- | -- | -- | -- | -- | -- | -- |
| Universidad Católica | 4    | 2  | 2  | 0  | 0  | 6  | 2  | 4  |
| Santiago Wanderers   | 3    | 2  | 1  | 1  | 0  | 2  | 1  | 1  |
| Sporting Cristal     | 1    | 2  | 0  | 1  | 1  | 2  | 3  | –1 |
| Juan Aurich          | 0    | 2  | 0  | 0  | 2  | 1  | 5  | –4 |

| Fecha       | Lugar    |                      | Resultado |                      |
| ----------- | -------- | -------------------- | --------- | -------------------- |
| 18 de marzo | Santiago | Santiago Wanderers   | 1:1       | Sporting Cristal     |
| 18 de marzo | Santiago | Universidad Católica | 4:1       | Juan Aurich          |
| 20 de marzo | Lima     | Sporting Cristal     | 1:2       | Universidad Católica |
| 20 de marzo | Lima     | Juan Aurich          | 0:1       | Santiago Wanderers   |

### Grupo 3
| Equipo        | Pts. | PJ | PG | PE | PP | GF | GC | DG  |
| ------------- | ---- | -- | -- | -- | -- | -- | -- | --- |
| Cerro Porteño | 9    | 6  | 4  | 1  | 1  | 15 | 5  | 10  |
| Olimpia       | 7    | 6  | 3  | 1  | 2  | 12 | 7  | 5   |
| Bolívar       | 7    | 6  | 2  | 3  | 1  | 6  | 8  | –2  |
| Litoral       | 1    | 6  | 0  | 1  | 5  | 1  | 14 | –13 |

| \| Fecha \| Lugar \| Local \| Resultado \| Visitante \| \| ------------- \| ---------- \| ------------- \| --------- \| ------------- \| \| 31 de enero \| Asunción \| Cerro Porteño \| 4:1 \| Olimpia \| \| 2 de febrero \| La Paz \| Bolívar \| 1:0 \| Litoral \| \| 9 de febrero \| Cochabamba \| Litoral \| 0:3 \| Olimpia \| \| 9 de febrero \| La Paz \| Bolívar \| 2:1 \| Cerro Porteño \| \| 13 de febrero \| Cochabamba \| Litoral \| 0:1 \| Cerro Porteño \| \| 13 de febrero \| La Paz \| Bolívar \| 1:1 \| Olimpia \| \| 22 de febrero \| Cochabamba \| Litoral \| 1:1 \| Bolívar \| \| 23 de febrero \| Asunción \| Olimpia \| 1:2 \| Cerro Porteño \| \| 2 de marzo \| Asunción \| Cerro Porteño \| 1:1 \| Bolívar \| \| 7 de marzo \| Asunción \| Olimpia \| 4:0 \| Bolívar \| \| 9 de marzo \| Asunción \| Cerro Porteño \| 6:0 \| Litoral \| \| 13 de marzo \| Asunción \| Olimpia \| 2:0 \| Litoral \| |            |               |           |               |
| Fecha | Lugar      | Local         | Resultado | Visitante     |
| 31 de enero | Asunción   | Cerro Porteño | 4:1       | Olimpia       |
| 2 de febrero | La Paz     | Bolívar       | 1:0       | Litoral       |
| 9 de febrero | Cochabamba | Litoral       | 0:3       | Olimpia       |
| 9 de febrero | La Paz     | Bolívar       | 2:1       | Cerro Porteño |
| 13 de febrero | Cochabamba | Litoral       | 0:1       | Cerro Porteño |
| 13 de febrero | La Paz     | Bolívar       | 1:1       | Olimpia       |
| 22 de febrero | Cochabamba | Litoral       | 1:1       | Bolívar       |
| 23 de febrero | Asunción   | Olimpia       | 1:2       | Cerro Porteño |
| 2 de marzo | Asunción   | Cerro Porteño | 1:1       | Bolívar       |
| 7 de marzo | Asunción   | Olimpia       | 4:0       | Bolívar       |
| 9 de marzo | Asunción   | Cerro Porteño | 6:0       | Litoral       |
| 13 de marzo | Asunción   | Olimpia       | 2:0       | Litoral       |

Partido desempate
| Fecha       | Lugar      |         | Resultado  |         |
| ----------- | ---------- | ------- | ---------- | ------- |
| 18 de marzo | Avellaneda | Olimpia | 2:1 (t.s.) | Bolívar |

### Grupo 4
| Equipo          | Pts. | PJ | PG | PE | PP | GF | GC | DG |
| --------------- | ---- | -- | -- | -- | -- | -- | -- | -- |
| Peñarol         | 9    | 6  | 3  | 3  | 0  | 16 | 8  | 8  |
| Nacional        | 8    | 6  | 2  | 4  | 0  | 10 | 4  | 6  |
| Deportivo Quito | 5    | 6  | 1  | 3  | 2  | 4  | 10 | –6 |
| Barcelona       | 2    | 6  | 0  | 2  | 4  | 3  | 11 | –8 |

| \| Fecha \| Lugar \| Local \| Resultado \| Visitante \| \| ------------- \| ---------- \| --------------- \| --------- \| --------------- \| \| 23 de febrero \| Montevideo \| Peñarol \| 1:1 \| Nacional \| \| 23 de febrero \| Quito \| Deportivo Quito \| 1:0 \| Barcelona \| \| 26 de febrero \| Quito \| Deportivo Quito \| 0:0 \| Nacional \| \| 26 de febrero \| Guayaquil \| Barcelona \| 0:2 \| Peñarol \| \| 2 de marzo \| Quito \| Deportivo Quito \| 1:1 \| Peñarol \| \| 2 de marzo \| Guayaquil \| Barcelona \| 1:1 \| Nacional \| \| 9 de marzo \| Montevideo \| Nacional \| 2:2 \| Peñarol \| \| 9 de marzo \| Guayaquil \| Barcelona \| 0:0 \| Deportivo Quito \| \| 12 de marzo \| Montevideo \| Peñarol \| 5:2 \| Deportivo Quito \| \| 13 de marzo \| Montevideo \| Nacional \| 2:0 \| Barcelona \| \| 15 de marzo \| Montevideo \| Peñarol \| 5:2 \| Barcelona \| \| 16 de marzo \| Montevideo \| Nacional \| 4:0 \| Deportivo Quito \| |            |                 |           |                 |
| Fecha | Lugar      | Local           | Resultado | Visitante       |
| 23 de febrero | Montevideo | Peñarol         | 1:1       | Nacional        |
| 23 de febrero | Quito      | Deportivo Quito | 1:0       | Barcelona       |
| 26 de febrero | Quito      | Deportivo Quito | 0:0       | Nacional        |
| 26 de febrero | Guayaquil  | Barcelona       | 0:2       | Peñarol         |
| 2 de marzo | Quito      | Deportivo Quito | 1:1       | Peñarol         |
| 2 de marzo | Guayaquil  | Barcelona       | 1:1       | Nacional        |
| 9 de marzo | Montevideo | Nacional        | 2:2       | Peñarol         |
| 9 de marzo | Guayaquil  | Barcelona       | 0:0       | Deportivo Quito |
| 12 de marzo | Montevideo | Peñarol         | 5:2       | Deportivo Quito |
| 13 de marzo | Montevideo | Nacional        | 2:0       | Barcelona       |
| 15 de marzo | Montevideo | Peñarol         | 5:2       | Barcelona       |
| 16 de marzo | Montevideo | Nacional        | 4:0       | Deportivo Quito |

## Segunda fase
Los 8 clasificados de la primera fase se separaron en 3 nuevos grupos, 2 de ellos conformados por 3 equipos, y otro por solo 2, donde volvieron a enfrentarse bajo el mismo sistema de la instancia anterior. El primero de cada zona avanzó a las semifinales.

### Grupo A
| Equipo               | Pts. | PJ | PG | PE | PP | GF | GC | DG |
| -------------------- | ---- | -- | -- | -- | -- | -- | -- | -- |
| Universidad Católica | 5    | 4  | 2  | 1  | 1  | 7  | 3  | 4  |
| Cerro Porteño        | 4    | 4  | 1  | 2  | 1  | 1  | 1  | 0  |
| Deportivo Italia     | 3    | 4  | 1  | 1  | 2  | 3  | 7  | –4 |

| \| Fecha \| Lugar \| Local \| Resultado \| Visitante \| \| ----------- \| -------- \| -------------------- \| --------- \| -------------------- \| \| 27 de marzo \| Caracas \| Deportivo Italia \| 0:0 \| Cerro Porteño \| \| 31 de marzo \| Asunción \| Cerro Porteño \| 1:0 \| Deportivo Italia \| \| 4 de abril \| Santiago \| Universidad Católica \| 4:0 \| Deportivo Italia \| \| 8 de abril \| Santiago \| Universidad Católica \| 1:0 \| Cerro Porteño \| \| 15 de abril \| Caracas \| Deportivo Italia \| 3:2 \| Universidad Católica \| \| 18 de abril \| Asunción \| Cerro Porteño \| 0:0 \| Universidad Católica \| |          |                      |           |                      |
| Fecha | Lugar    | Local                | Resultado | Visitante            |
| 27 de marzo | Caracas  | Deportivo Italia     | 0:0       | Cerro Porteño        |
| 31 de marzo | Asunción | Cerro Porteño        | 1:0       | Deportivo Italia     |
| 4 de abril | Santiago | Universidad Católica | 4:0       | Deportivo Italia     |
| 8 de abril | Santiago | Universidad Católica | 1:0       | Cerro Porteño        |
| 15 de abril | Caracas  | Deportivo Italia     | 3:2       | Universidad Católica |
| 18 de abril | Asunción | Cerro Porteño        | 0:0       | Universidad Católica |

### Grupo B
| Equipo             | Pts. | PJ | PG | PE | PP | GF | GC | DG |
| ------------------ | ---- | -- | -- | -- | -- | -- | -- | -- |
| Nacional           | 7    | 4  | 3  | 1  | 0  | 10 | 2  | 8  |
| Deportivo Cali     | 3    | 4  | 1  | 1  | 2  | 9  | 11 | –2 |
| Santiago Wanderers | 2    | 4  | 0  | 2  | 2  | 5  | 11 | –6 |

| \| Fecha \| Lugar \| Local \| Resultado \| Visitante \| \| ----------- \| ---------- \| ------------------ \| --------- \| ------------------ \| \| 27 de marzo \| Santiago \| Santiago Wanderers \| 1:1 \| Nacional \| \| 2 de abril \| Cali \| Deportivo Cali \| 1:5 \| Nacional \| \| 6 de abril \| Cali \| Deportivo Cali \| 5:1 \| Santiago Wanderers \| \| 9 de abril \| Montevideo \| Nacional \| 2:0 \| Santiago Wanderers \| \| 13 de abril \| Montevideo \| Nacional \| 2:0 \| Deportivo Cali \| \| 16 de abril \| Valparaíso \| Santiago Wanderers \| 3:3 \| Deportivo Cali \| |            |                    |           |                    |
| Fecha | Lugar      | Local              | Resultado | Visitante          |
| 27 de marzo | Santiago   | Santiago Wanderers | 1:1       | Nacional           |
| 2 de abril | Cali       | Deportivo Cali     | 1:5       | Nacional           |
| 6 de abril | Cali       | Deportivo Cali     | 5:1       | Santiago Wanderers |
| 9 de abril | Montevideo | Nacional           | 2:0       | Santiago Wanderers |
| 13 de abril | Montevideo | Nacional           | 2:0       | Deportivo Cali     |
| 16 de abril | Valparaíso | Santiago Wanderers | 3:3       | Deportivo Cali     |

### Grupo C
| Equipo  | Pts. | PJ | PG | PE | PP | GF | GC | DG |
| ------- | ---- | -- | -- | -- | -- | -- | -- | -- |
| Peñarol | 3    | 2  | 1  | 1  | 0  | 2  | 1  | 1  |
| Olimpia | 1    | 2  | 0  | 1  | 1  | 1  | 2  | –1 |

| \| Fecha \| Lugar \| Local \| Resultado \| Visitante \| \| ----------- \| ---------- \| ------- \| --------- \| --------- \| \| 30 de marzo \| Montevideo \| Peñarol \| 1:1 \| Olimpia \| \| 7 de abril \| Asunción \| Olimpia \| 0:1 \| Peñarol \| |            |         |           |           |
| Fecha | Lugar      | Local   | Resultado | Visitante |
| 30 de marzo | Montevideo | Peñarol | 1:1       | Olimpia   |
| 7 de abril | Asunción   | Olimpia | 0:1       | Peñarol   |

## Fases finales
Las fases finales estuvieron compuestas por dos etapas: semifinales y final. A los tres clasificados de la segunda fase se les sumó Estudiantes de La Plata de Argentina, campeón de la Copa Libertadores 1968. En caso de que dos de los participantes pertenecieran a un mismo país, ambos debieron enfrentarse en las semifinales, a fin de evitar que pudieran encontrarse en la final.

### Cuadro de desarrollo
|  | Semifinales              | Semifinales              | Semifinales              | Semifinales              |   |                  | Final           | Final           | Final           |  |
|  | 26 de abril al 7 de mayo | 26 de abril al 7 de mayo | 26 de abril al 7 de mayo | 26 de abril al 7 de mayo |   |                  | 15 y 21 de mayo | 15 y 21 de mayo | 15 y 21 de mayo |  |
|  |                          |                          |                          |                          |   |                  |                 |                 |                 |  |
|  |                          |                          |                          |                          |   |                  |                 |                 |                 |  |
|  | Estudiantes (LP)         | 3                        | 3                        | –                        |   |                  |                 |                 |                 |  |
|  | Estudiantes (LP)         | 3                        | 3                        | –                        |   |                  |                 |                 |                 |  |
|  | Universidad Católica     | 1                        | 1                        | –                        |   |                  |                 |                 |                 |  |
|  | Universidad Católica     | 1                        | 1                        | –                        |   | Estudiantes (LP) | 1               | 2               |                 |  |
|  |                          |                          |                          |                          |   | Estudiantes (LP) | 1               | 2               |                 |  |
|  |                          |                          | Nacional                 | 0                        | 0 |                  |                 |                 |                 |  |
|  | Peñarol                  | 0                        | Nacional                 | 0                        | 0 | 1                | 0               |                 |                 |  |
|  | Peñarol                  | 0                        |                          |                          |   | 1                | 0               |                 |                 |  |
|  | Nacional (d.g.)          | 2                        | 0                        | 0                        |   |                  |                 |                 |                 |  |
|  | Nacional (d.g.)          | 2                        | 0                        | 0                        |   |                  |                 |                 |                 |  |
|  |                          |                          |                          |                          |   |                  |                 |                 |                 |  |

- Nota: En cada llave, el equipo que ocupa la primera línea es el que definió la serie como local.

### Semifinales
| 1 de mayo de 1969 | Universidad Católica | 1:3 (1:2) | Estudiantes (LP)                         | Estadio Nacional, Santiago                                              |                                                                         |
|                   | Sarnari 34'          |           | Conigliaro 6' · Rudzki 37' · Togneri 54' | Asistencia: 58 346 espectadores Árbitro(s): Guillermo Velásquez Ramírez | Asistencia: 58 346 espectadores Árbitro(s): Guillermo Velásquez Ramírez |

| 7 de mayo de 1969 | Estudiantes (LP)                            | 3:1 (3:1) | Universidad Católica | Estadio Estudiantes (LP), La Plata                             |                                                                |
|                   | Verón 7' · Flores 13' · Vallejos 39' (a.g.) |           | Messen 12'           | Asistencia: 50 000 espectadores Árbitro(s): José Dimas Larrosa | Asistencia: 50 000 espectadores Árbitro(s): José Dimas Larrosa |

| 26 de abril de 1969 | Nacional                 | 2:0 (2:0) | Peñarol | Estadio Centenario, Montevideo                               |                                                              |
|                     | Maneiro 15' · Mugica 41' |           |         | Asistencia: 61 262 espectadores Árbitro(s): Alberto Boullosa | Asistencia: 61 262 espectadores Árbitro(s): Alberto Boullosa |

| 30 de abril de 1969 | Peñarol     | 1:0 (1:0) | Nacional | Estadio Centenario, Montevideo                              |                                                             |
|                     | Spencer 27' |           |          | Asistencia: 61 449 espectadores Árbitro(s): Alejandro Otero | Asistencia: 61 449 espectadores Árbitro(s): Alejandro Otero |

Partido desempate
| 4 de mayo de 1969                                                                                    | Nacional | 0:0 (t. s.) | Peñarol | Estadio Centenario, Montevideo                            |  |
| |          |             |         | Asistencia: 63 586 espectadores Árbitro(s): Ramón Barreto |  |
| Nacional clasificó a la final por tener mejor diferencia de goles en el global de los tres partidos. |          |             |         |                                                           |  |

### Final
| Ida; 15 de mayo de 1969 | Nacional | 0:1 (0:0) | Estudiantes (LP) | Estadio Centenario, Montevideo                              |                                                             |
|                         |          |           | Flores 66'       | Asistencia: 65 000 espectadores Árbitro(s): Domingo Massaro | Asistencia: 65 000 espectadores Árbitro(s): Domingo Massaro |

| Vuelta; 21 de mayo de 1969 | Estudiantes (LP)            | 2:0 (2:0) | Nacional | Estadio Estudiantes (LP), La Plata                       |                                                          |
|                            | Flores 32' · Conigliaro 38' |           |          | Asistencia: 55 000 espectadores Árbitro(s): Omar Delgado | Asistencia: 55 000 espectadores Árbitro(s): Omar Delgado |

|                                     |
|                                     |
| Campeón Estudiantes (LP) 2.º título |

## Estadísticas

### Goleadores
| Jugador             | Club                 | Goles |
| ------------------- | -------------------- | ----- |
| Alberto Ferrero     | Santiago Wanderers   | 8     |
| Miguel Loayza       | Deportivo Cali       | 8     |
| Néstor Isella       | Universidad Católica | 7     |
| Ermindo Onega       | Peñarol              | 6     |
| Ignacio Prieto      | Nacional             | 6     |
| Iroldo              | Deportivo Cali       | 6     |
| Sergio Messen       | Universidad Católica | 6     |
| Juan Carlos Sarnari | Universidad Católica | 6     |
| Julio César Morales | Nacional             | 5     |